# 흑지
《흑지》는 1984년 11월 11일에 MBC TV에서 방영되었던 베스트셀러극장이다.

## 출연
- 한인수
- 박영태
- 방희
- 정욱
- 김주영
- 김영인
- 정한헌
- 견미리
- 이성훈
- 신국
- 차윤회
- 김사천
- 김순용
- 최영수
- 전신희
- 김이호
- 염태성
- 최근제
- 문창근
- 유화춘
- 강용규